# Leo de Déus
Leandro, właśc. Leandro de Déus Santos (ur. 26 kwietnia 1977 w Belo Horizonte) – brazylijski piłkarz występujący na pozycji pomocnika. Jego braćmi są Dedê oraz Cacá.

## Kariera
Pierwszy z sześciu braci, zaczął grać w piłkę nożną w wieku 4 lat. Po 5 latach trafił wraz z młodszym bratem Leonardo Dedê oraz znanym piłkarzem m.in. Schalke Gelsenkirchen Lincolnem. do Atletico Mineiro. W roku 2002 przeniósł się do Europy, by znów wraz z Dedê grać w barwach Borussii Dortmund. W Bundeslidze zagrał w 12 spotkaniach, zdobywając 2 bramki, częściej występował w rezerwach klubu z Dortmundu. Łącznie w Borussii zagrał w 69 meczach i strzelił 12 bramek. Z Borussii powrócił do Atletico Mineiro, skąd w 2004 trafił do duńskiego SønderjyskE Fodbold. Po roku powrócił po raz kolejny do Atletico Mineiro.

## Statystyki ligowe
| Rozgrywki   | Poziom | Kraj     | Mecze | Bramki |
| ----------- | ------ | -------- | ----- | ------ |
| Série A     | I      | Brazylia | 8     | 0      |
| Bundesliga  | I      | Niemcy   | 12    | 2      |
| Superligaen | I      | Dania    | 4     | 1      |